# Romet Sport
Romet Sport – rower szosowy produkowany w Bydgoszczy w latach 80. przez Romet. Był następcą modeli Jaguar i Huragan. Ten model był rowerem stricte sportowym, gdyż nie posiadał żadnych cech roweru miejskiego lub turystycznego, typu błotniki bądź bagażnik; posiadał jednak geometrię ramy nieco bardziej zbliżoną do ówczesnych rowerów turystycznych (rama dłuższa od ramy Romet Super czy Romet Special ale krótsza niż modele turystyczne).
Nie miał żadnych akcesoriów dodatkowych. Posiadał sześciorzędowy wolnobieg z przekładnią Romet, hak na tylną przerzutkę i uchwyty na manetki.

## Opis techniczny
- przerzutki: tylna favorit, przednia romet.
- manetki mocowane na ramie.
- zębatki stalowe: z przodu 52-46, z tyłu 14-24
- pedały stalowe, rozbieralne, gwint angielski 9/16”x20 standardowy
- rama stalowa,
  - gwint suportu: BC 1.37x24 czyli angielski standardowy
  - haki tylnego widelca: 122 mm - obecnie niestandardowy, współczesne piasty tylne mają 130 mm
  - haki przedniego widelca: 92 mm - obecnie niestandardowy, współczesne piasty przednie mają 100 mm
- koła 32-630 (27x1.25) - obecnie niestandardowe, nowe rowery szosowe mają koła 28 cali.
- obręcze stalowe (we współczesnych rowerach używa się obręczy aluminiowych, lepiej sprawdzających się w mokrych warunkach)
- hamulce jednosciągowe wzorowane na  francuskich Mafac
- kliny 9 mm, niestandardowe. Standardem były kliny 9,5 mm.

Linka hamulca tylnego prowadzona jest od kierownicy pancerzykiem przez otwory położone u góry ramy do specjalnego uchwytu mocowanego przy sztycy. Linki przerzutek prowadzone są ponad suportem.
Pod koniec lat 80 Romet Sport został wyposażony w najnowszy osprzęt:
- suport "na kwadrat" i zębatka z przodu razem z ramionami wykonane w całości z aluminium  przez zakłady Romet Głowno kopia korb Campagnollo z tamtego okresu lecz materiałowo słabsze
- aluminiowe obręcze
- piasty aluminiowe, łożyskowane, zgodne ze współczesnym standardem
- kierownica, mostek i rura podsiodłowa z aluminium, także  produkcji Romet Głowno
- klamki hamulców i hamulce z aluminium
- pedały plastikowe, łożyskowane podwójnie wianuszkami